# Йосип Брекало
Йосип Брекало (хорв. Josip Brekalo, нар. 23 червня 1998, Загреб) — хорватський футболіст, нападник італійської «Фіорентіни» та національної збірної Хорватії.

## Клубна кар'єра
Народився 23 червня 1998 року в місті Загреб. Вихованець футбольної школи клубу «Динамо» (Загреб). Після вдалого виступу за юнацькі команди він був включений в заявку дубля. 14 серпня в матчі проти «Хрватскі Драговоляц» Йосип дебютував у Другій лізі Хорватії.
У грудні в поєдинку проти «Інтера» із Запрешича Брекало дебютував у чемпіонаті Хорватії, замінивши у другому таймі Паулу Машаду. Всього до кінця сезону провів 8 матчів у чемпіонаті і виграв з командою «золотий дубль» — чемпіонат і кубок країни.
15 травня 2016 року перейшов у німецький «Вольфсбург». 10 вересня в матчі проти «Кельна» він дебютував у Бундеслізі, втім закріпитись у новій команді не зумів.
На початку 2017 року для отримання ігрової практики Брекало на правах оренди перейшов в «Штутгарт». 6 лютого в матчі проти дюссельдорфської «Фортуни» він дебютував у Другій Бундеслізі. 17 лютого в поєдинку проти «Гайденгайма» Йосип забив свій перший гол за «Штутгарт». За підсумками сезону 2016/17 він допоміг клубу вийти в еліту, після чого залишився в команді. У матчі проти «Герти» Брекало дебютував за команду на вищому рівні.
На початку 2018 року він повернувся до «Вольфсбурга». 23 лютого 2018 року в поєдинку проти «Майнц 05» Йосип забив свій перший гол за «вовків». Загалом протягом трьох з половиною років відіграв за клуб понад 100 матчів у національному чемпіонаті.
31 серпня 2021 року був відданий в оренду до італійського «Торіно», який отримав право по завершенні терміну оренди викупити контракт хорвата за 11 мільйонів євро.
У січні 2023 року підписав контракт з італійською «Фіорентіною».

## Виступи за збірні
2012 року дебютував у складі юнацької збірної Хорватії, взяв участь у 60 іграх на юнацькому рівні, відзначившись 20 забитими голами. З командою до 17 років взяв участь у юнацькому чемпіонаті Європи у Болгарії. На турнірі він зіграв у всіх п'яти матчах і допоміг команді потрапити того ж року на юнацький чемпіонат світу, де Брекало теж був основним гравцем і забив один гол у 5 матчах, а команда дійшла до чвертьфіналу. З командою до 19 років брав участь у юнацькому чемпіонаті Європи 2016 року в Німеччині, де хорвати програли всі три гри і не вийшли в плей-оф.
З 2016 року залучався до матчів молодіжної збірної Хорватії, у її складі поїхав на молодіжний чемпіонат Європи 2019 року в Італії. У третьому матчі в групі проти Англії він забив два голи на 39-й і 82-й хвилинах, а команди розійшлися миром 3:3 і не вийшли в плей-оф. Всього на молодіжному рівні зіграв у 16 офіційних матчах, забив 9 голів.
15 листопада 2018 року дебютував в офіційних іграх у складі національної збірної Хорватії в матчі Ліги Націй УЄФА проти Іспанії.

## Статистика виступів

### Статистика клубних виступів
Станом на 20 липня 2023
| Сезон                       | Команда                     | Чемпіонат                   | Чемпіонат | Чемпіонат | Національний кубок | Національний кубок | Національний кубок | Континентальні кубки | Континентальні кубки | Континентальні кубки | Інші змагання | Інші змагання | Інші змагання | Усього | Усього |
| Сезон                       | Команда                     | Ліга                        | Ігор      | Голів     | Ліга               | Ігор               | Голів              | Ліга                 | Ігор                 | Голів                | Ліга          | Ігор          | Голів         | Ігор   | Голів  |
| --------------------------- | --------------------------- | --------------------------- | --------- | --------- | ------------------ | ------------------ | ------------------ | -------------------- | -------------------- | -------------------- | ------------- | ------------- | ------------- | ------ | ------ |
| 2015–16                     | «Динамо» (Загреб)           | 1ХФЛ                        | 8         | 0         | КЧ                 | 3                  | 1                  | -                    | -                    | -                    | -             | -             | -             | 11     | 1      |
| Усього за «Динамо» (Загреб) | Усього за «Динамо» (Загреб) | Усього за «Динамо» (Загреб) | 8         | 0         |                    | 3                  | 1                  |                      | -                    | -                    |               | -             | -             | 11     | 1      |
| 2016-січ. 2017              | «Вольфсбург»                | БЛ                          | 4         | 0         | -                  | -                  | -                  | -                    | -                    | -                    | -             | -             | -             | 4      | 0      |
| січ. 2017–18                | «Штутгарт»                  | 2БЛ                         | 11        | 1         | -                  | -                  | -                  | -                    | -                    | -                    | -             | -             | -             | 11     | 1      |
| 2017-січ. 2018              | «Штутгарт»                  | БЛ                          | 14        | 1         | КН                 | 3                  | 1                  | -                    | -                    | -                    | -             | -             | -             | 17     | 2      |
| Усього за «Штутгарт»        | Усього за «Штутгарт»        | Усього за «Штутгарт»        | 25        | 2         |                    | 3                  | 1                  |                      | -                    | -                    |               | -             | -             | 28     | 3      |
| січ. 2017–18                | «Вольфсбург»                | БЛ                          | 13+2      | 3+1       | -                  | -                  | -                  | -                    | -                    | -                    | -             | -             | -             | 15     | 4      |
| 2018–19                     | «Вольфсбург»                | БЛ                          | 25        | 3         | КН                 | 2                  | 0                  | -                    | -                    | -                    | -             | -             | -             | 27     | 3      |
| 2019–20                     | «Вольфсбург»                | БЛ                          | 30        | 3         | КН                 | 2                  | 1                  | ЛЄ                   | 9                    | 3                    | -             | -             | -             | 41     | 7      |
| 2020–21                     | «Вольфсбург»                | БЛ                          | 29        | 7         | КН                 | 2                  | 0                  | ЛЄ                   | 2                    | 0                    | -             | -             | -             | 33     | 7      |
| серп. 2021                  | «Вольфсбург»                | БЛ                          | 1         | 0         | КН                 | 1                  | 1                  | ЛЧ                   | -                    | -                    | -             | -             | -             | 2      | 1      |
| 2021–22                     | «Торіно»                    | A                           | 32        | 7         | КІ                 | 1                  | 0                  | -                    | -                    | -                    | -             | -             | -             | 33     | 7      |
| 2022-січ. 2023              | «Вольфсбург»                | БЛ                          | 6         | 0         | КН                 | 1                  | 0                  |                      | -                    | -                    | -             | -             | -             | 7      | 0      |
| Усього за «Вольфсбург»      | Усього за «Вольфсбург»      | Усього за «Вольфсбург»      | 108+2     | 16+1      |                    | 8                  | 2                  |                      | 11                   | 3                    |               | -             | -             | 129    | 22     |
| січ.-черв. 2023             | «Фіорентіна»                | A                           | 6         | 0         | КІ                 | 1                  | 0                  | ЛК                   | 4                    | 0                    | -             | -             | -             | 11     | 0      |
| Усього за кар'єру           | Усього за кар'єру           | Усього за кар'єру           | 181       | 26        |                    | 15                 | 4                  |                      | 15                   | 3                    |               | -             | -             | 211    | 33     |

### Статистика виступів за збірну
Станом на 15 жовтня 2023 року
| Дата       | Місто         | Господарі   | Результат  | Гості       | Турнір                               | Голи | Примітки |
| ---------- | ------------- | ----------- | ---------- | ----------- | ------------------------------------ | ---- | -------- |
| 15-11-2018 | Загреб        | Хорватія    | 3 – 2      | Іспанія     | Ліга націй УЄФА 2018-2019 - 1-й етап | -    | 74'      |
| 18-11-2018 | Лондон        | Англія      | 2 – 1      | Хорватія    | Ліга націй УЄФА 2018-2019 - 1-й етап | -    | 46'      |
| 21-3-2019  | Загреб        | Хорватія    | 2 – 1      | Азербайджан | Відбір до ЧЄ 2020                    | -    |          |
| 24-3-2019  | Будапешт      | Угорщина    | 2 – 1      | Хорватія    | Відбір до ЧЄ 2020                    | -    | 67'      |
| 8-6-2019   | Осієк         | Хорватія    | 2 – 1      | Уельс       | Відбір до ЧЄ 2020                    | -    | 28' 67'  |
| 11-6-2019  | Вараждин      | Хорватія    | 1 – 2      | Туніс       | товариський матч                     | -    | 68'      |
| 6-9-2019   | Братислава    | Словаччина  | 0 – 4      | Хорватія    | Відбір до ЧЄ 2020                    | -    | 70'      |
| 9-9-2019   | Баку          | Азербайджан | 1 – 1      | Хорватія    | Відбір до ЧЄ 2020                    | -    | 76'      |
| 10-10-2019 | Спліт         | Хорватія    | 3 – 0      | Угорщина    | Відбір до ЧЄ 2020                    | -    | 60'      |
| 13-10-2019 | Кардіфф       | Уельс       | 1 – 1      | Хорватія    | Відбір до ЧЄ 2020                    | -    |          |
| 16-11-2019 | Рієка         | Хорватія    | 3 – 1      | Словаччина  | Відбір до ЧЄ 2020                    | -    | 54'      |
| 5-9-2020   | Порту         | Португалія  | 4 – 1      | Хорватія    | Ліга націй УЄФА 2020-2021 - 1-й етап | -    | 61'      |
| 8-9-2020   | Сен-Дені      | Франція     | 4 – 2      | Хорватія    | Ліга націй УЄФА 2020-2021 - 1-й етап | 1    | 46'      |
| 7-10-2020  | Санкт-Галлен  | Швейцарія   | 1 – 2      | Хорватія    | товариський матч                     | 1    | 75'      |
| 11-10-2020 | Загреб        | Хорватія    | 2 – 1      | Швеція      | Ліга націй УЄФА 2020-2021 - 1-й етап | -    | 74'      |
| 14-10-2020 | Загреб        | Хорватія    | 1 – 2      | Франція     | Ліга націй УЄФА 2020-2021 - 1-й етап | -    | 46'      |
| 11-11-2020 | Стамбул       | Туреччина   | 3 – 3      | Хорватія    | товариський матч                     | 1    | 60'      |
| 14-11-2020 | Стокгольм     | Швеція      | 2 – 1      | Хорватія    | Ліга націй УЄФА 2020-2021 - 1-й етап | -    | 68' 77'  |
| 17-11-2020 | Спліт         | Хорватія    | 2 – 3      | Португалія  | Ліга націй УЄФА 2020-2021 - 1-й етап | -    | 64'      |
| 24-3-2021  | Любляна       | Словенія    | 1 – 0      | Хорватія    | Відбір до ЧС 2022                    | -    | 64'      |
| 27-3-2021  | Рієка         | Хорватія    | 1 – 0      | Кіпр        | Відбір до ЧС 2022                    | -    | 66'      |
| 30-3-2021  | Рієка         | Хорватія    | 3 – 0      | Мальта      | Відбір до ЧС 2022                    | 1    | 54'      |
| 1-6-2021   | Велика Гориця | Хорватія    | 1 – 1      | Вірменія    | товариський матч                     | -    | 26'      |
| 6-6-2021   | Брюссель      | Бельгія     | 1 – 0      | Хорватія    | товариський матч                     | -    | 70'      |
| 13-6-2021  | Лондон        | Англія      | 1 – 0      | Хорватія    | ЧЄ 2020 - 1-й етап                   | -    | 70'      |
| 18-6-2021  | Глазго        | Хорватія    | 1 – 1      | Чехія       | ЧЄ 2020 - 1-й етап                   | -    | 46'      |
| 28-6-2021  | Копенгаген    | Хорватія    | 3 – 5 д.ч. | Іспанія     | ЧЄ 2020 - 1/8 фіналу                 | -    | 74'      |
| 8-10-2021  | Ларнака       | Кіпр        | 0 – 3      | Хорватія    | Відбір до ЧС 2022                    | -    | 68'      |
| 11-10-2021 | Осієк         | Хорватія    | 2 – 2      | Словаччина  | Відбір до ЧС 2022                    | -    | 60'      |
| 14-11-2021 | Спліт         | Хорватія    | 1 – 0      | Росія       | Відбір до ЧС 2022                    | -    | 75'      |
| 3-6-2022   | Осієк         | Хорватія    | 0 – 3      | Австрія     | Ліга націй УЄФА 2022-2023 - 1-й етап | -    |          |
| 6-6-2022   | Спліт         | Хорватія    | 1 – 1      | Франція     | Ліга націй УЄФА 2022-2023 - 1-й етап | -    | 63'      |
| 13-6-2022  | Сен-Дені      | Франція     | 0 – 1      | Хорватія    | Ліга націй УЄФА 2022-2023 - 1-й етап | -    | 72'      |
| 12-10-2023 | Осієк         | Хорватія    | 0 – 1      | Туреччина   | Відбір до ЧЄ 2024                    | -    | 63'      |
| 15-10-2023 | Кардіфф       | Уельс       | 2 – 1      | Хорватія    | Відбір до ЧЄ 2024                    | -    | 46'      |
| Усього     |               | Матчів      | 35         |             | Голів                                | 4    |          |

| Дата       | Місто         | Господарі  | Результат | Гості      | Турнір                             | Голи | Примітки  |
| ---------- | ------------- | ---------- | --------- | ---------- | ---------------------------------- | ---- | --------- |
| 6-9-2016   | Зестафоні     | Грузія     | 2 – 2     | Хорватія   | Кваліфікація молодіжного Євро-2017 | -    | 58'       |
| 10-10-2016 | Треллеборг    | Швеція     | 4 – 2     | Хорватія   | Кваліфікація молодіжного Євро-2017 | -    | 60'       |
| 31-8-2017  | Кишинів       | Молдова    | 0 – 3     | Хорватія   | Кваліфікація молодіжного Євро-2019 | 2    |           |
| 4-9-2017   | Гартберг      | Австрія    | 1 – 1     | Хорватія   | Товариський матч                   | -    |           |
| 5-10-2017  | Вараждин      | Хорватія   | 2 – 1     | Білорусь   | Кваліфікація молодіжного Євро-2019 | -    |           |
| 9-10-2017  | Вараждин      | Хорватія   | 5 – 1     | Чехія      | Кваліфікація молодіжного Євро-2019 | 1    | 47' 90+1' |
| 8-11-2017  | Велика Гориця | Хорватія   | 5 – 0     | Сан-Марино | Кваліфікація молодіжного Євро-2019 | 1    |           |
| 13-11-2017 | Салоніки      | Греція     | 1 – 1     | Хорватія   | Кваліфікація молодіжного Євро-2019 | 1    |           |
| 23-3-2018  | Опава         | Чехія      | 2 – 1     | Хорватія   | Кваліфікація молодіжного Євро-2019 | -    |           |
| 27-3-2018  | Велика Гориця | Хорватія   | 4 – 0     | Молдова    | Кваліфікація молодіжного Євро-2019 | -    |           |
| 10-9-2018  | Гродно        | Білорусь   | 0 – 4     | Хорватія   | Кваліфікація молодіжного Євро-2019 | 1    | 89'       |
| 12-10-2018 | Пула          | Хорватія   | 2 – 0     | Греція     | Кваліфікація молодіжного Євро-2019 | 1    | 90+5'     |
| 15-10-2018 | Серравалле    | Сан-Марино | 0 – 4     | Хорватія   | Кваліфікація молодіжного Євро-2019 | -    |           |
| 18-6-2019  | Серравалле    | Румунія    | 4 – 1     | Хорватія   | Молодіжне Євро-2019 - 1-й етап     | -    | 14'       |
| 21-6-2019  | Серравалле    | Франція    | 1 – 0     | Хорватія   | Молодіжне Євро-2019 - 1-й етап     | -    | 63'       |
| 24-6-2019  | Серравалле    | Хорватія   | 3 – 3     | Англія     | Молодіжне Євро-2019 - 1-й етап     | 2    |           |
| 18-11-2019 | Велика Гориця | Хорватія   | 1 – 2     | Чехія      | Кваліфікація молодіжного Євро-2021 | -    |           |
| Усього     |               | Матчів     | 17        |            | Голів                              | 9    |           |

## Титули і досягнення
- Чемпіон Хорватії (1):

«Динамо» (Загреб): 2015–16
- Володар Кубка Хорватії (1):

«Динамо» (Загреб): 2015–16